# Claus Schenk von Stauffenberg
Claus Philipp Maria Justinian Schenk, hrabě von Stauffenberg (15. listopadu 1907, Jettingen, Bavorsko – 20. nebo 21. července 1944, Berlín) byl německý důstojník generálního štábu, strůjce neúspěšného atentátu na Hitlera.

## Životopis
Claus Schenk von Stauffenberg pocházel ze staré šlechtické rodiny Stauffenbergů. V roce 1928 absolvoval jezdeckou školu v Hannoveru. V lednu 1943 byl povýšen na podplukovníka generálního štábu 10. obrněné divize, která se účastnila války v Africe. V dubnu 1943 byl těžce zraněn (při náletu přišel o oko, pravou paži a dva prsty na levé ruce). V polovině června 1944, poté, co se částečně zotavil ze svých zranění, se stal štábním důstojníkem velitelství Rezervní armády umístěného na Bendlerstrasse v Berlíně a k 1. červenci byl povýšen na plukovníka generálního štábu. Tato funkce mu umožnila účastnit se Hitlerových porad ve vůdcově hlavním stanu v Rastenburgu.
Aktivně spolupracoval s Kreisavským kroužkem i Národním výborem Svobodného Německa.
Byl ženatý, manželka Nina Schenk, hraběnka von Stauffenberg, měli spolu 5 dětí:
- Berthold Maria Schenk, hrabě von Stauffenberg (narozen 1934),
- Heimeran Schenk, hrabě von Stauffenberg (narozen 1936),
- Franz-Ludwig Schenk, hrabě von Stauffenberg (narozen 1938),
- Valerie Ida Huberta Karoline Anna Maria Schenk, hraběnka von Stauffenberg (narozena 1940, zemřela 1966),
- Konstanze Schenk, hraběnka von Stauffenberg (narozena 1945).

### Atentát na Hitlera
20. července 1944 po šesté hodině ranní opustil hrabě von Stauffenberg Berlín a v 10:15 jeho letoun přistál ve městě Kętrzyn (tehdejší Rastenburg ve Východním Prusku). Podařilo se mu umístit kufřík s bombou v konferenční místnosti a ve 12:42 se ozvala exploze. Stauffenberg, domnívaje se, že atentát byl úspěšný, se vrátil do Berlína, kde vedl pokus o převrat jako náčelník protihitlerovského povstaleckého štábu. Zprvu se operace Valkýra (jejíž částí bylo zajištění vládního okrsku v Berlíně) dařila. Protože však na pozici velitele tzv. Záložní armády byl ponechán fanatický nacista a protože Hitler atentát přežil, puč nevyšel. Schenk von Stauffenberg byl zatčen a zastřelen popravčí četou pozdě v noci 20. července nebo brzy ráno 21. července 1944.

## Shrnutí vojenské kariéry

### Data povýšení
- Fahnenjunker-Gefreiter – 18. srpen, 1927
- Fahnenjunker-Unteroffizier – 15. říjen, 1927
- Fähnrich – 1. srpen, 1928
- Leutnant – 1. leden, 1930
- Oberleutnant – 1. květen, 1933
- Rittmeister – 1. leden, 1937
- Major – 1. duben, 1941
- Oberstleutnant – 1. leden, 1943
- Oberst – 1. červenec, 1944

### Významná vyznamenání
- Německý kříž ve zlatě – 8. květen, 1943
- Železný kříž I. třídy – 31. květen, 1940
- Železný kříž II. třídy
- Finský kříž svobody III. třídy – 11. prosinec, 1942
- Královský bulharský řád za statečnost IV. třídy – 25. říjen, 1941
- Italsko-Německá pamětní medaile – 20. duben, 1943
- Odznak za zranění ve zlatě – 14. duben, 1943
- Sudetská pamětní medaile
- | Služební vyznamenání wehrmachtu od IV. do III. třídy